# Medal za Chwalebną Służbę (Węgry)
Medal za Chwalebną Służbę (węg. Szolgálati Érdemérem) – odznaczenie wojskowe WRL, nadawane w latach 1953–1989. Początkowo był medalem jednostopniowym, którego wygląd zmieniano w latach 1954 i 1957.
W latach 1953–1964 jego wstążka miała barwy identyczne jak cywilny Medal Zasługi Pracy.
Od 1964 przyznawany był za długoletnią służbę, na różnych wstążkach w zależności od wysługi lat, później także za liczbę wylatanych godzin lotniczych oraz liczbę wykonanych skoków spadochronowych. Na takich samych zasadach dotyczących wieloletniej służby i na takich samych wstążkach przyznawano również Medal Obrony za Służbę (Honvédelmi Érdemérem).
| Odznaka/baretka | Nazwa polska | Nazwa węgierska |
| --------------- | --- | --- |
|                 | Medal Chwalebnej Służby: - za 40 lat (wz. 1965) - za 3500 godzin lotu (wz. 1983) - za 3500 skoków spadochronowych (wz. 1983) Medal Obrony za Służbę 40 lat (wz. 1965)                                                                       | Szolgálati Érdemérem: - 40 év után, 1965 - 3500 repült óra után, 1983 - 3500 ejtőernyős ugrás után, 1983 Honvédelmi Érdemérem 40 év szuolálat után, 1965                                                      |
|                 | Medal Chwalebnej Służby: - za 35 lat (wz. 1965) - za 2000 godzin lotu (wz. 1965) - za 3000 godzin lotu (wz. 1983) - za 3000 skoków spadochronowych (wz. 1983) Medal Obrony za Służbę 35 lat (wz. 1965)                                      | Szolgálati Érdemérem: - 35 év után, 1965 - 2000 repült óra után, 1965 - 3000 repült óra után, 1983 - 3000 ejtőernyős ugrás után, 1983 Honvédelmi Érdemérem 35 év szuolálat után, 1965                         |
|                 | Medal Chwalebnej Służby: - za 30 lat (wz. 1965) - za 1500 godzin lotu (wz. 1965) - za 2500 godzin lotu (wz. 1983) - za 2500 skoków spadochronowych (wz. 1983) Medal Obrony za Służbę 30 lat (wz. 1965)                                      | Szolgálati Érdemérem: - 30 év után, 1965 - 1500 repült óra után, 1965 - 2500 repült óra után, 1983 - 2500 ejtőernyős ugrás után, 1983 Honvédelmi Érdemérem 30 év szuolálat után, 1965                         |
|                 | Medal Chwalebnej Służby: - za 25 lat (wz. 1964) - za 25 lat (wz. 1965) - za 800 godzin lotu (wz. 1964 i 1965) - za 2000 godzin lotu (wz. 1983) - za 2000 skoków spadochronowych (wz. 1983) Medal Obrony za Służbę 25 lat (wz. 1965)         | Szolgálati Érdemérem: - 25 év után, 1964 - 25 év után, 1965 - 800 repült óra után, 1964, 1965 - 2000 repült óra után, 1983 - 2000 ejtőernyős ugrás után, 1983 Honvédelmi Érdemérem 25 év szuolálat után, 1965 |
|                 | Medal Chwalebnej Służby: - za 20 lat (wz. 1964) - za 20 lat (wz. 1965) - za 550 godzin lotu (wz. 1964 i 1965) - za 1500 godzin lotu (wz. 1983) - za 1500 skoków spadochronowych (wz. 1983) Medal Obrony za Służbę 20 lat (wz. 1965)         | Szolgálati Érdemérem: - 20 év után, 1964 - 20 év után, 1965 - 550 repült óra után, 1964, 1965 - 1500 repült óra után, 1983 - 1500 ejtőernyős ugrás után, 1983 Honvédelmi Érdemérem 20 év szuolálat után, 1965 |
|                 | Medal Chwalebnej Służby: - za 15 lat (wz. 1964) - za 15 lat (wz. 1965) - za 350 godzin lotu (wz. 1964 i 1965) - za 1000 godzin lotu (wz. 1983) - za 1000 skoków spadochronowych (wz. 1983) Medal Obrony za Służbę 15 lat (wz. 1965)         | Szolgálati Érdemérem: - 15 év után, 1964 - 15 év után, 1965 - 350 repült óra után, 1964, 1965 - 1000 repült óra után, 1983 - 1000 ejtőernyős ugrás után, 1983 Honvédelmi Érdemérem 15 év szuolálat után, 1965 |
|                 | Medal Chwalebnej Służby: - za 10 lat (wz. 1964) - za 10 lat (wz. 1965) - za 200 godzin lotu (wz. 1964 i 1965) - za 500 godzin lotu (wz. 1983) - za 500 skoków spadochronowych (wz. 1983) Medal Obrony za Służbę za Służbę 10 lat (wz. 1965) | Szolgálati Érdemérem: - 10 év után, 1964 - 10 év után, 1965 - 200 repült óra után, 1964, 1965 - 500 repült óra után, 1983 - 500 ejtőernyős ugrás után, 1983 Honvédelmi Érdemérem 10 év szuolálat után, 1965   |